# Guido Messina (actor)
Guido Messina (Buenos Aires, 14 de noviembre de 1995) es un actor y cantante argentino. Es conocido principalmente por interpretar a Álex Gutiérrez en la serie original de Disney Channel Latinoamérica, Bia.

## Biografía
Messina nació el 14 de noviembre de 1995 en Buenos Aires pero creció en la localidad de Las Vertientes, en la provincia de Córdoba debido al trabajo de sus padres. Luego vivió en la ciudad de Río Cuarto en la misma provincia, y luego volvió a Buenos Aires a seguir con sus estudios.
En el año 2017, debutó en televisión con una participación especial en un capítulo de la telenovela Las Estrellas, emitida por Canal 13. A su vez, participó en un comercial, y en un videoclip de la cantante uruguaya  de reguetón Agus Padilla. 
En 2019 fue seleccionado para participar de la serie original de Disney Channel Latinoamérica, Bia, interpretando a Álex Gutiérrez en el elenco principal. Fue emitida entre 2019 y 2020 contando con dos temporadas. En 2021 participó de un especial web de la serie titulado Bia: un mundo al revés, el cual le dio un cierre a la serie. El especial fue estrenado el 19 de febrero de 2021 exclusivamente por la plataforma Disney+.
En 2020 lanzó el primer sencillo de su carrera como cantante solista, titulado «Estamos acá». En 2021 lanzó el segundo sencillo titulado «Con vos», en colaboración con Axel Mark.
En 2022 fue parte del elenco principal de la serie Cielo grande de Netflix, interpretando a Julián, junto a actores como Pilar Pascual, Luan Brum y Giulia Guerrini, entre otros. La serie se estrenó el 16 de febrero de 2022 y contó con dos temporadas.

## Filmografía
| Año       | Título                 | Personaje      | Notas            |
| --------- | ---------------------- | -------------- | ---------------- |
| 2017      | Las Estrellas          | Influencer     | 1 episodio       |
| 2019-2020 | Bia                    | Alex Gutiérrez | Elenco principal |
| 2021      | Bia: un mundo al revés | Alex Gutiérrez | Especial web     |
| 2022      | Cielo grande           | Julián         | Elenco principal |

## Discografía
Bandas sonoras
- 2019 - Así yo soy[14]
- 2019 - Si vuelvo a nacer[15]
- 2020 - Grita[16]
- 2021 - Bia: Un mundo al revés[17]
- 2022 - Cielo grande

Sencillos en solitario y colaboraciones
- 2016 - «Loco por ti» ft. Brenda Aliendro
- 2017 - «Te veo pasar» ft. Brenda Aliendro
- 2017 - «Vamos a hacerla bien» ft. Brenda Aliendro
- 2018 - «Solo por hoy» ft. Brenda Aliendro
- 2020 - «Estamos acá»
- 2021 - «Con vos» ft. Axel Mark

## Premios y nominaciones
| Año  | Premiación                 | Categoría      | Trabajo | Resultado |
| ---- | -------------------------- | -------------- | ------- | --------- |
| 2021 | Kids' Choice Awards México | Actor favorito | Bia     | Nominado  |